# Leiodes litura
Leiodes litura är en skalbaggsart som beskrevs av Stephens 1832. Leiodes litura ingår i släktet Liodes, och familjen mycelbaggar. Enligt den finländska rödlistan är arten nära hotad i Finland. Arten är reproducerande i Sverige. Artens livsmiljö är torra gräsmarker.